# 朱兰玺
朱兰玺（1969年11月—），男，汉族，山东潍坊寒亭区人，中华人民共和国政治人物。1992年7月参加工作，1992年6月加入中国共产党，山东工业大学水利及土建工程系工业与民用建筑专业、山东省委党校经济管理专业毕业，在职研究生学历。
2002年12月，任中共寿光市委常委。2003年1月，任中共寿光市委宣传部部长。2006年5月，任中共寿光市委组织部部长。2006年12月，任寿光市副市长。2009年4月，任中共寿光市委副书记、代市长（同年7月当选市长）。2014年3月，任中共寿光市委书记。2018年9月，任中共潍坊综合保税区工委书记。